# Oreophryne albopunctata
Oreophryne albopunctata és una espècie de granota que viu a Indonèsia.